# Gerald McCullouch
Gerald McCullouch (30 de março de 1967) é um ator e cantor norte-americano.
É lembrado pelo personagem Bobby Dawson do seriado CSI: Crime Scene Investigation.
Em 2011 participou do episódio "A ultima Tentação" da série House MD.
Como cantor, interpretou Jesus na turnê norte-americana da peça Jesus Christ Superstar.